# Holwell (Dorset)
Holwell – wieś w Anglii, w hrabstwie Dorset. Leży 23 km na północ od miasta Dorchester i 174 km na południowy zachód od Londynu.